# 光永氏
光永（みつなが）氏は、日本国の氏族にして、阿蘇氏の一族。

## 出自
筑前国下座郡光永より起こる。祖は光永惟富。

## 人物
- 光永惟富：別名、又四郎。元弘三年（1333年）、阿蘇惟時との書状あり。正平11年、光永左近将監惟富という者、初めの名は又四郎、惟時により筑前国下座郡を賜り、光永氏を名乗る。中世において阿蘇系圏内であった筑前国の領主となる。惟富の後、光永家は、一つは津森城光永氏となり、もう一つは健軍神社光永氏の二つに分かれた[1]。又四郎は阿蘇惟忠の側近習としても名をはせており、『惟忠阿蘇御田仕次第写』にも登場する人物である[2]。
- 光永孫三郎：光永惟富に従い、烏帽子をかぶり、騎馬武者として阿蘇惟忠に従う[2]。
- 光永惟助：津森城主光永氏の菩提寺である千光寺に墓がある。千光寺には約2.7メートルに及ぶ木造の十一面千手観音像が建立されている。
- 光永山城守：1474年、阿蘇惟歳の時代に阿蘇上宮に神馬を奉納。大宮司の有力家臣であった。それゆえに、菊池重朝は修造の費用を一国の棟別銭によって確保する方針を示し、その資金先を光永山城守に求め、阿蘇十二の御社ならびに本堂修造を行った[3]。
- 光永惟宗：1551年、大友義鎮と抗戦[4]。
- 光永惟純：惟宗の弟。
- 光永惟祐：天正中、惟祐の時代に、津森城が陥落する。光永氏は健軍城を本拠地とする[5]。
- 光永惟詳：別名、平蔵。益城郡木倉手永惣庄屋・光永惟影の養子。嘉永元年（1848年）、石造の御船川眼鏡橋を築く。安政6年（1859年）、御船町地域に「嘉永の井手」をひらいた。
- 光永星郎：電通創業者。